# Штанцель Шольц
Штанцель Шольц, Штанцль Шольц, Станцель Шольц або Станіслав Шольц (лат. Stanczel (Stanislaus) Scholz, пол. Stanzel (Stanisław) Scholz; бл. 1520, Свідниця — 29 червня 1577, Львів) — львівський купець, представник роду Шольців. Бургомістр Львова.

## Життєпис

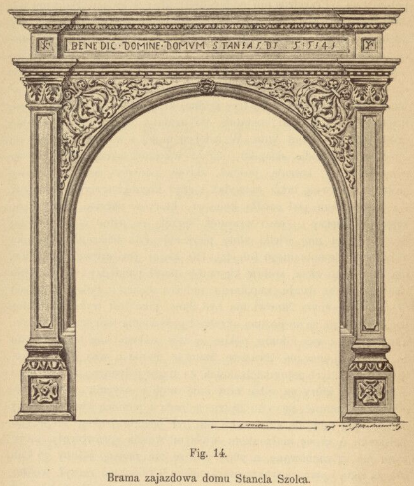
В'їзна брама дому Штанцеля Шольца

Походив з міщанської родини із сілезького міста Свідниця, мав брата Амброзія. У Свідниці мав різницьку яику. У 1539 і 1542 роках приїджав до Львова, де перебував як писар і фактор краківського купця Станіслава Крупки. 1543 р. перебрався до Львова, де вже мешкав Вольф Шольц, правдоподібно, його стрийко. 1554 року обраний війтом Львова, у 1555 — міським райцею, у 1568 — бургомістром 1568.
У 1558 році уклав угоду з краківським воєводою Станіславом Габріелем Тенчинським щодо видобування залізної руди в Белзькому старостві (над річкою Свинею). Відповідно до цієї угоди, мав право засновувати колонії німецького права. Владислав Лозінський вважав його засновником Шольців-Штанцльовичів — гілки роду Шольців.
У Львові володів значною нерухомістю, зокрема, наріжним домом «Під оленем» на площі Ринок (нині № 45), домом на колишній вулиці Гродзіцьких (нині Друкарська, 3), який уважають одним із перших у місті будинків у стилі італійського Відродження та наріжною (кутовою) кам'яницею (сьогодні не існуючою) на місці будинку № 32 площі Ринок у Львові. Володів полем на Клепарові.
Дружина: Анна (пом. 4.9.1570).
Діти: Станіслав, Каспер, Валентин (аптекар).